# Grimisuat
Grimisuat é uma comuna da Suíça, no Cantão Valais, com cerca de 2.868 habitantes. Estende-se por uma área de 4,45 km², de densidade populacional de 645,9 hab/km².  Confina com as seguintes comunas: Arbaz, Ayent, Savièse, Sion. 
A língua oficial nesta comuna é o Francês.